# Canthigaster supramacula
Canthigaster supramacula és una espècie de peix de la família dels tetraodòntids i de l'ordre dels tetraodontiformes.

## Morfologia
- Els mascles poden assolir 3,9 cm de longitud total.[4]

## Hàbitat
És un peix marí, de clima tropical i associat als esculls de corall.

## Distribució geogràfica
Es troba a l'Atlàntic oriental: la Costa d'Ivori i Ghana.

## Observacions
És inofensiu per als humans.